# Erwin Selck
Erwin Selck (* 6. Oktober 1876 in Preetz; † 9. Januar 1946 in Korntal) war ein deutscher Manager und Vorstand der I.G. Farben-Industrie AG.

## Leben
Selck studierte Rechts- und Staatswissenschaft in Hessischen Ludwigs-Universität, der Ruprecht-Karls-Universität Heidelberg und der Philipps-Universität Marburg. Er war Mitglied des Corps Starkenburgia (1896) und des Corps Saxo-Borussia Heidelberg (1897). 1911 trat er in die Farbwerke Leopold Cassella & Co. in Frankfurt am Main. Dort wurde er 1919 Prokurist und Direktor. Beim Übergang des Unternehmens in die I.G. Farben wurde Selck von 1926 bis 1936 Mitglied des Vorstandes.
Selck war außerdem Mitglied des Aufsichtsrats der Portland-Cementwerke Heidelberg-Mannheim-Stuttgart sowie Vorstandsmitglied und Schatzmeister der Vereinigung von Freunden und Förderern der Johann Wolfgang Goethe-Universität Frankfurt am Main. Selck wurde 1933 Mitglied der NSDAP (Mitgliedsnummer 1.660.570) und Mitglied der SS (Mitgliedsnummer 180.147) im Range eines SS-Untersturmführers.
Er starb am 9. Januar 1946 nach Internierung im alliierten Internierungslager Kornberg in Lohr am Main und ist im Familiengrab in Oberursel beigesetzt, wo er einen herrschaftlichen Wohnsitz mit Gestüt besaß.